# إيما ميلر (ناشطة)
إيما ميلر (26 يونيو 1839 – 22 يناير 1917) هي منظمة رائدة أسترالية إنجليزية المولد منظم نقابة عمالية، مناصرة لحق المرأة في التصويت، وشخصية رئيسية في المنظمات التي أدت إلى تأسيس حزب العمل الأسترالي في بريسبان، كوينزلاند، أستراليا.

## بداية حياتها
ولدت ميلر في 26 يونيو 1839 في تشيسترفيلد بإنجلترا، وهي الأكبر بين أربعة أطفال ولدوا لمارثا هولمز ون، كنيتها قبل الزواج هولينغورث، وزوجها دانييل. كان لدى والديها معتقدات موحدة قوية وكانا نشطين في حركة الميثاقيين.
هربت في سن الثامنة عشر وتزوجت من محاسب اسمه غابيز مايكروفت سيلكوك. أنجبا معًا أربعة أطفال؛ لكن، توفي سيلكوك وعملت ميلر في الخياطة لإعالة الأسرة. في عام 1874 تزوجت ميلر من ويليام كالديروود، وهاجروا مع أطفال ميلر إلى كوينزلاند، ووصلوا في عام 1879. توفي كالديروود عام 1880، وتزوجت ميلر من أندرو ميلر في بريسبان عام 1886.

## النشاط النقابي
عملت ميلر في كوينزلاند صانعة قمصان وخياطة للرجال. شكلت جنبًا إلى جنب مع ماي جوردان ماكونيل أول اتحاد نسائي في بريزبين باسم اتحاد نساء بريزبين، في سبتمبر 1890 مدعومةً من حملة قام بها ويليام لين في صحيفة عمال بريزبين. قدمت بصفتها خياطة أدلة في الهيئة الملكية لعام 1891 من المتاجر والمصانع وورش العمل، سلطت فيها الضوء على وجود العديد من المصانع المستغلة للعمال التي تستغل العاملات. كانت ميلر خلال هذه الفترة مشاركة نشطة في جمعية الإقفال المبكر.
كانت ميلر في فترة حدوث الإضرابات الكبرى في تسعينيات القرن التاسع عشر، نشطة في دعم إضراب الجزازين الأستراليين لعام 1891 وفي إنشاء صندوق إغاثة السجناء لقادة الإضراب الاثني عشر المعتقلين. بينما اختار ويليام لين إنشاء مجتمع أستراليا الجديدة في باراغواي في عام 1892 على أسس اشتراكية جذبت العديد من النشطاء العماليين، اعتقدت ميلر أن لين كان «ينسحب من النضال» وأصبح عضوًا مؤسسيًا في المنظمة السياسية العمالية، وهو رائد حزب العمل الأسترالي في كوينزلاند. أصبحت تعرف بالعامية باسم «الأم ميلر»، لأنها كانت الشخصية الأنثوية الأكثر هيمنة في الحركة العمالية في كوينزلاند.

## منح المرأة حق التصويت
كانت ميلر عضوًا مؤسسًا في جمعية الامتياز المتساوي للمرأة، التي تأسست في عام 1894 وعانت على الفور تقريبًا من الانقسام. غادرت ليونتين كوبر لتشكيل رابطة حق المرأة في التصويت، مدعية أن الجمعية كانت قريبةً جدًا من الحركة العمالية التي يمكن أن تعيق منح المرأة حق التصويت. بقيت ميلر وانتخبت رئيسةً. شغلت هذا المنصب حتى عام 1905، عندما تم حل المنظمة بعد النجاح في الحصول على حق المرأة في التصويت. على الرغم من الاختلافات، غالبًا ما عمل ميلر وكوبر واتحاد الاعتدال المسيحي للمرأة المحافظة معًا في قضايا التصويت.
تم منح المرأة حق التصويت بموجب قانون الانتخابات الفيدرالي في 9 أبريل 1902، ليصبحن أول نساء العالم اللواتي فزن بحق التصويت في البرلمان الوطني. (فازت النساء في نيوزيلندا بحق التصويت في الانتخابات الاستعمارية عام 1893). جمع أعضاء جمعية الامتياز المتساوي للمرأة بنشاط تصويت النساء في الانتخابات الفيدرالية في ديسمبر 1903، من خلال تشكيل المنظمة السياسية للعاملات وميلر رئيستها. بعد الانتخابات الفيدرالية، تنحت ميلر عن منصبها كرئيسة، لكنها أصبحت رئيسةً لمجلس العمل السياسي في بريسبان. منحت النساء حق التصويت لبرلمان كوينزلاند في 25 يناير 1905، على الرغم من عدم حقهن في الترشح للبرلمان. في العام التالي، انطلقت إيما ميلر في جولة في غرب كوينزلاند تحت رعاية اتحاد العمال الأسترالي، وتحدثت في مسيرات عامة كبيرة وساعدت في تشكيل فروع محلية للمنظمة السياسية العمالية والمنظمة السياسية للعاملات.

## حياتها اللاحقة

### إضراب بريسبان العام
خلال إضراب بريسبان العام لعام 1912 من أجل الحق في تنظيم النقابات العمالية، قادت ميلر مجموعة من النساء إلى مبنى البرلمان. ضرب رجال الشرطة النساء بالهراوات خلال المسيرة، وغرزت ميلر دبوس قبعتها في حصان مفوض الشرطة، مما تسبب في رميه وإصابته بجروح خطيرة.

### جيش السلام النسائي
شاركت ميلر أيضًا في النشاط المناهض للتجنيد الإجباري على مدار الحرب العالمية الأولى، وانضمت إلى جيش السلام النسائي عندما زارت سيسيليا جون وأديلا بانكورست بريسبان في عام 1915، وانتخبت رئيسة. في العام التالي حضرت مؤتمر تحالف السلام الأسترالي في ملبورن، وتشتهر بأنها حضرت يارا بنك حيث نددت بالنزعة العسكرية من منصتها الصغيرة. نجحت حملة «لا» التي نظمت ضد أول اقتراع للتجنيد الإجباري في 28 أكتوبر 1916، وقد نسبها العديد من المؤرخين إلى الحملة النسائية القوية ضد التجنيد الإجباري.